# Józef Puta
Józef Puta (ur. 2 marca 1923 w Sosnowcu, zm. 24 grudnia 2012) – polski działacz partyjny i dyplomata, ambasador PRL w Izraelu (1963–1967), Wietnamie (1975-1979) oraz w Laosie (1983–1986).

## Życiorys
W czasie II wojny światowej przebywał na robotach na terenie III Rzeszy. Po 1945 skierowany na obszar Górnego Śląska, gdzie prowadził pracę ideologiczną. Ukończył Szkołę Główną Służby Zagranicznej, po czym objął funkcję dyrektora Departamentu Kadr MSZ. Na mocy uchwały Rady Państwa z 19 sierpnia 1963 został mianowany pierwszym przedstawicielem Polski w Izraelu w stopniu ambasadora. Funkcję pełnił aż do zerwania dwustronnych stosunków dyplomatycznych. Następnie był ambasadorem w Wietnamie (1975–1979). W latach 1983–1986 sprawował funkcję ambasadora PRL w Laosie.